# Matthias Stom

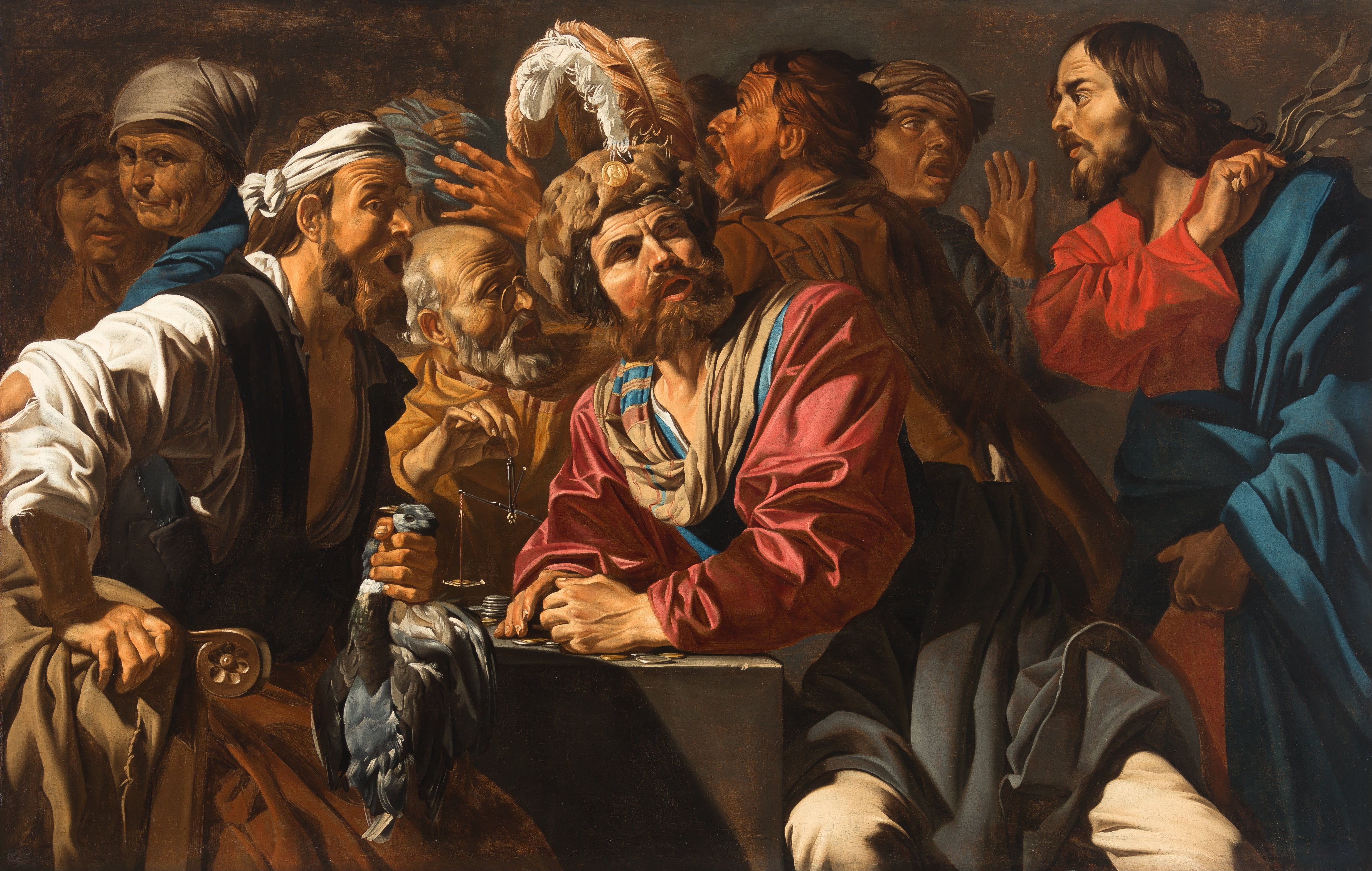
Christus verjagt die Geldwechsler aus dem Tempel

Matthias Stomer oder Stom (* ca. 1600; † nach 1652) war ein niederländischer, möglicherweise auch flämischer Maler, der nur für die Werke bekannt ist, die er während seines Aufenthalts in Italien schuf. Er wurde von den Werken der nicht-italienischen Anhänger Caravaggios in Italien beeinflusst, insbesondere von seinen holländischen Anhängern, die oft als Utrechter Caravaggisten bezeichnet werden, sowie von Jusepe de Ribera und Peter Paul Rubens. Er teilte nicht die Vorliebe der anderen Caravaggisten des Nordens für humorvolle und manchmal schäbige Genreszenen und aufwendige dekorative Allegorien, sondern bevorzugte stattdessen Geschichten aus der Bibel. Er arbeitete an verschiedenen Orten in Italien, wo er die Schirmherrschaft religiöser Institutionen sowie prominenter Mitglieder des Adels genoss.

## Leben
Während der Künstler in der Vergangenheit üblicherweise als Stomer bezeichnet wurde, glaubt man heute, dass sein tatsächlicher Name Stom war, da dies der Name ist, den er als seine Signatur verwendete. Früher wurde vermutet, dass ihm der Name 'Stom' (niederländisch für 'stumm') als Spitzname dieser Behinderung gegeben wurde, was jedoch nicht belegt ist.

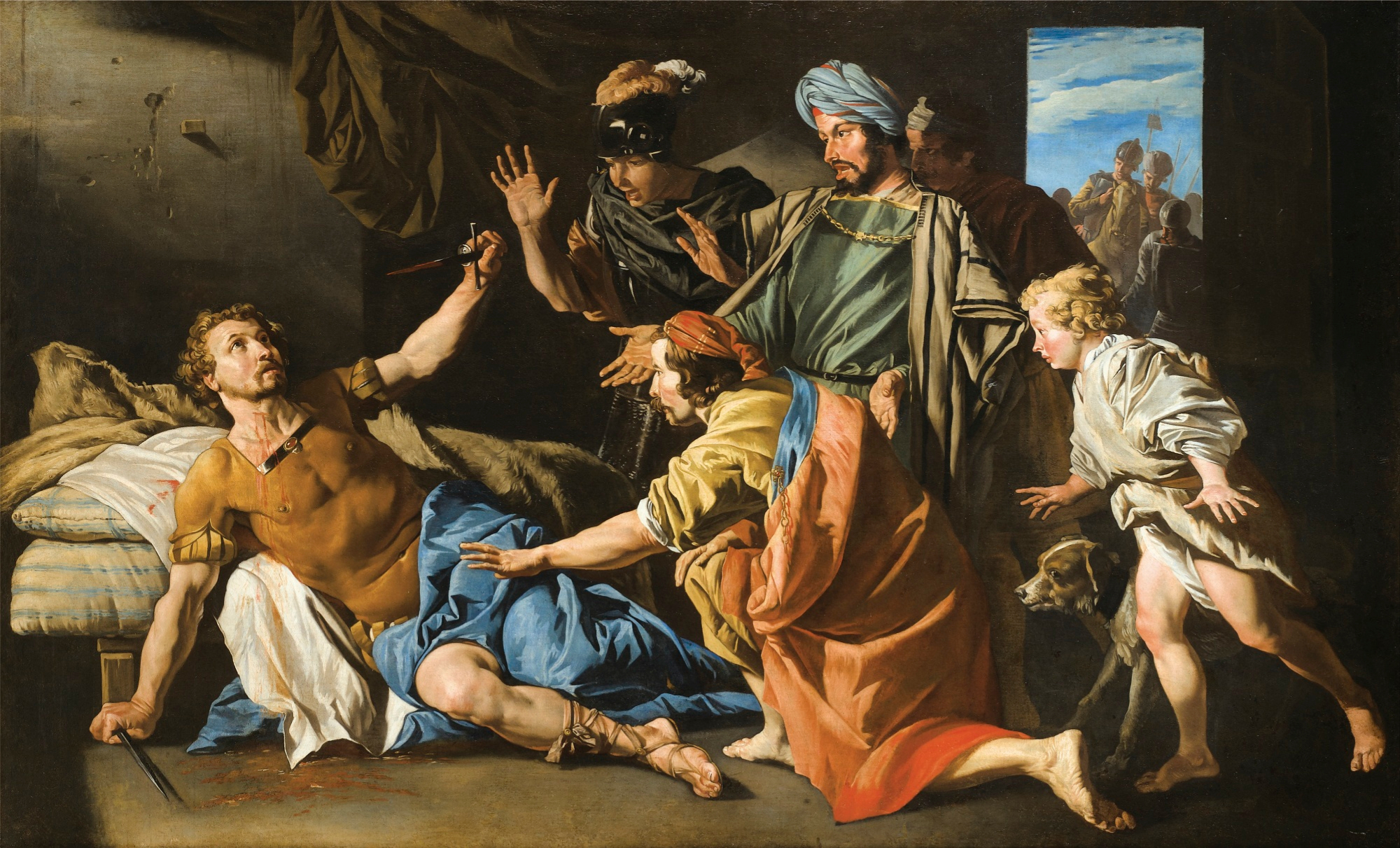
Der Tod des Brutus

Die Informationen über sein Leben sind lückenhaft. Sein Geburtsort ist undokumentiert und kann nicht mit Sicherheit bestimmt werden. Der niederländische Kunsthistoriker Godefridus Johannes Hoogewerff schrieb 1942, dass der Künstler in Amersfoort, nahe der Stadt Utrecht, geboren wurde. Hoogewerffs Quelle für seine Aussage ist unbekannt und unauffindbar. Im Stadtarchiv von Amersfoort ist kein Stom verzeichnet. Der Familienname Stom, unter dem er zu Lebzeiten tatsächlich bekannt war, ist ein flämischer Name, der in den Spanischen Niederlanden verbreitet war. Die meisten Menschen, die diesen Namen in der Republik der Sieben Vereinigten Provinzen jener Zeit trugen, dürften Einwanderer aus den Spanischen Niederlanden gewesen sein. Es ist daher sehr gut möglich, dass Stom entweder selbst Flame war und den größten Teil seines frühen Lebens und seiner Karriere in den Spanischen Niederlanden verbracht hat, oder dass er ein Emigrant (oder der Sohn eines Emigranten) in die Niederländische Republik war.

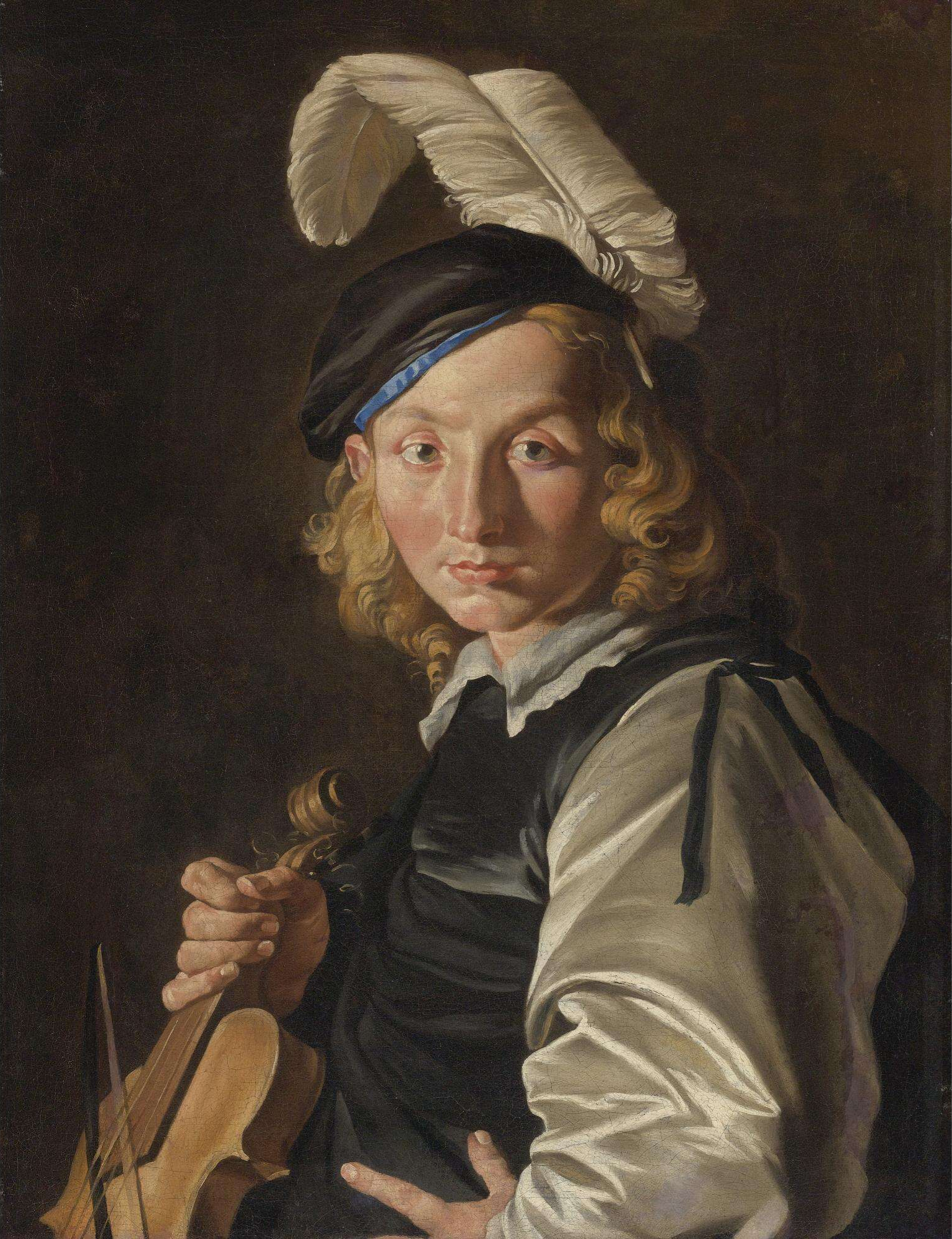
Junger Mann mit einer Fiedel

Es wurde traditionell angenommen, dass er ein Schüler von Gerrit van Honthorst war, vor allem wegen der Nähe ihres Stils. Allerdings kehrte van Honthorst selbst erst 1620 aus Italien in seine Heimatstadt Utrecht zurück. Es ist unwahrscheinlich, dass Stom eine Lehre bei van Honthorst begonnen hätte, als er im Jahr 1620 bereits 20 Jahre alt war. Dies lässt immer noch die Möglichkeit offen, dass Stom eine ergänzende Ausbildung in der Werkstatt von van Honthorst erhielt, nachdem er zunächst an anderer Stelle ausgebildet wurde. Alternativ könnte er auch bei Hendrick ter Brugghen, einem anderen führenden Utrechter Caravaggisten, der 1614 aus Italien zurückgekehrt war, oder bei anderen Malern wie Joachim Wtewael, Paulus Moreelse oder Abraham Bloemaert gelernt haben. Es gibt keine dokumentarischen Belege für Stoms Lehrzeit. Wenn Stom tatsächlich Flame war, könnte sein Stil, der Verbindungen zur flämischen Malerei des frühen 17. Jahrhunderts aufweist, auf eine Ausbildung in den Spanischen Niederlanden hinweisen, möglicherweise bei dem Antwerpener Caravaggisten Abraham Janssens. Es gibt keine dokumentarischen Belege für eine solche Ausbildung.
Der früheste urkundliche Nachweis von Stom stammt aus dem Jahr 1630, als ein „Mattheo Stom, fiamengo pittore, di anni 30“ (Matthias Stom, flämischer Maler im Alter von 30 Jahren), der zusammen mit dem französischen Maler Nicolas Provost in der Strada dell'Olmo in Rom wohnte.  Sein damaliger Wohnsitz war die ehemalige Wohnung des niederländischen Malers Paulus Bor aus Amersfoort, der Italien vier Jahre zuvor verlassen hatte. Stom lebte nachweislich bis 1632 an diesem Ort. Die oben genannte Aufzeichnung ermöglicht es, die Geburt von Stom um das Jahr 1600 anzusetzen.

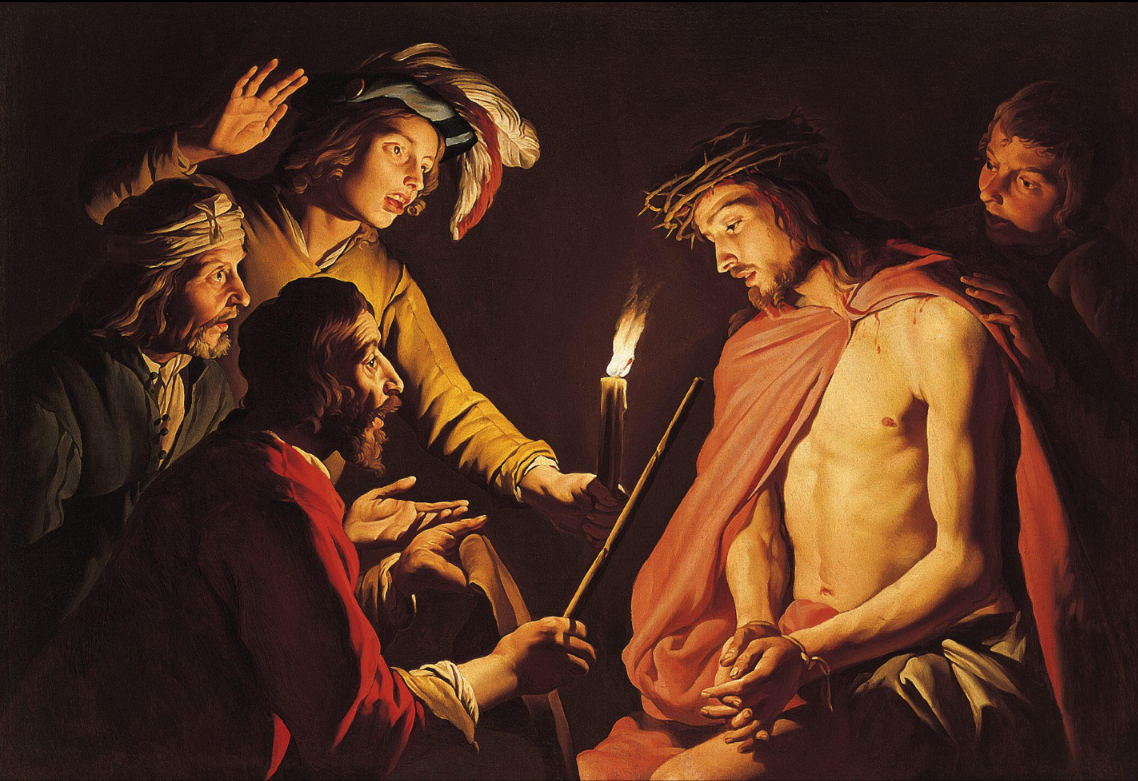
Die Verspottung Christi

Noch vor 1635 verließ Stom Rom und ließ sich in Neapel nieder, wo er bis mindestens 1640 lebte. In Neapel geriet er unter den Einfluss des spanischen Caravaggistischen Malers Jusepe de Ribera. Seine wichtigsten Auftragsarbeiten aus seiner neapolitanischen Zeit sind eine Serie zur Passion Christi, die er für die Kapuzinerkirche Sant'Efemo Nuovo anfertigte. Diese Werke gingen verloren, nachdem diese Kirche 1865 in ein Gefängnis umgewandelt wurde. Während seines Aufenthalts in Neapel hatte er wahrscheinlich Einfluss auf die lokalen Maler Domenico Viola und Domenico Gargiulo. Einige Zahlungen und ein Gerichtsverfahren gegen ihn am kirchlichen Gericht von Neapel bezeugen seine Präsenz in Neapel. Der Gerichtsprozess wurde von seinem Schüler Mattheus De Roggiero eingereicht, was zeigt, dass er eine Werkstatt in Neapel betrieb. Aus seinen sozialen Kontakten mit englischen und holländischen Seefahrern geht hervor, dass er mehr in die Gemeinschaft der Auswanderer integriert war als in die lokale Gesellschaft. Dennoch hatte er viele lokale Gönner, wie zeitgenössische neapolitanische Inventare zeigen. Der wohlhabende Antwerpener Kaufmann Gaspar Roomer, der in Neapel residierte, könnte seinen kommerziellen Erfolg begünstigt haben, obwohl es dafür keine dokumentarischen Belege gibt. Es scheint, dass seine Kerzenlichtszenen mit Halbfiguren mit ihrer charakteristischen Kombination von Elementen aus dem Werk von Gerrit van Honthorst und Rubens bei der lokalen Kundschaft besonders beliebt waren. Die dokumentierten Gemälde Stoms zeigen keine Anzeichen von Interesse an neapolitanischen Künstlern seiner Zeit. Wahrscheinlich verließ Stom Neapel, nachdem die Neuerungen seiner Arbeiten nachließen, da er sich nicht anpassen konnte oder wollte.

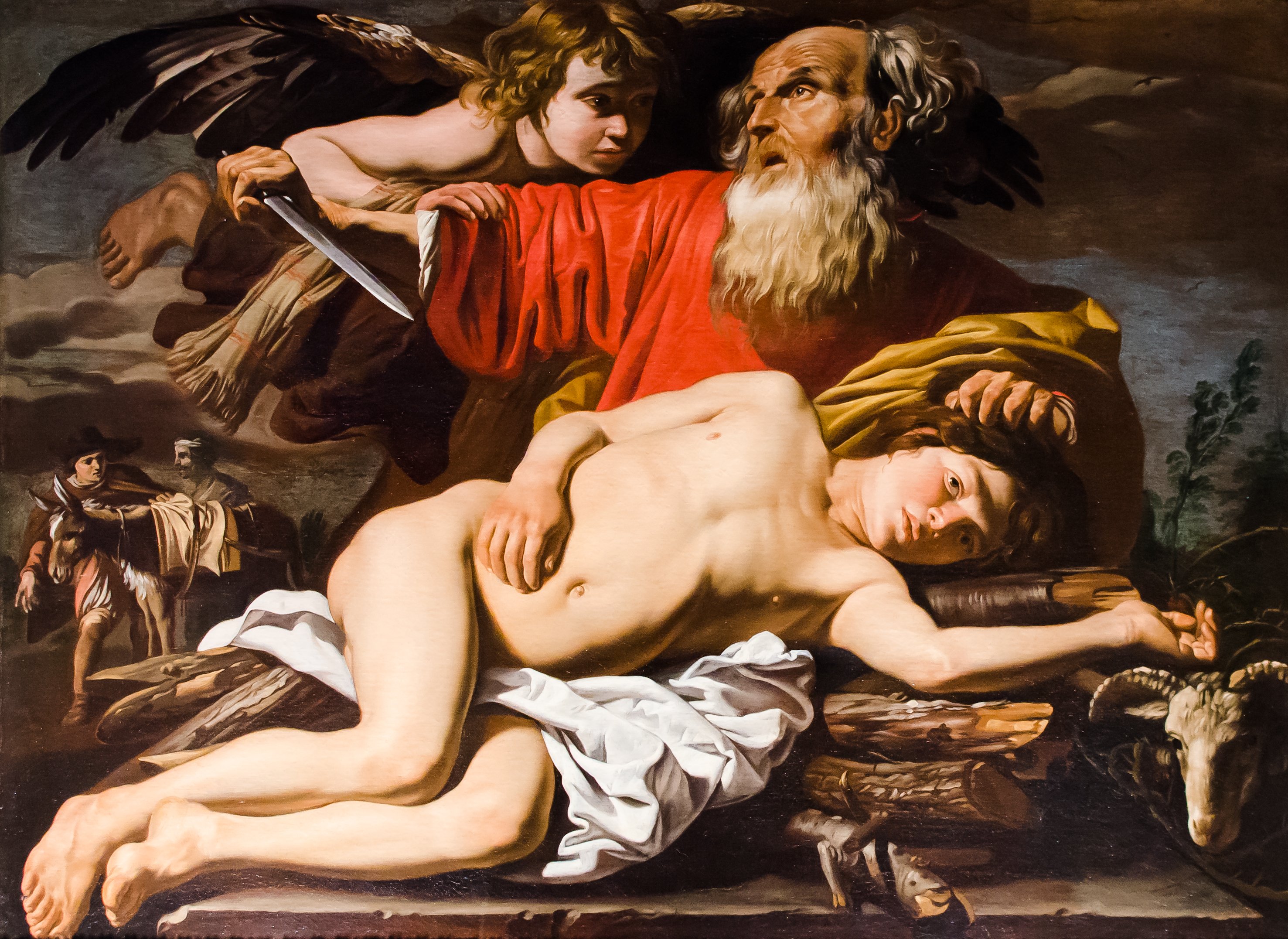
Das Opfer Abrahams

In Palermo auf Sizilien ist er 1641 nachgewiesen, als er Gemälde für Kirchen im nahegelegenen Caccamo und Monreale lieferte.  Während seines Aufenthalts in Sizilien malte er unter anderem drei Gemälde für Antonio Ruffo, den Herzog von Messina, der ein bedeutender Sammler italienischer, flämischer und niederländischer Kunst war.
Mehrere Bilder von Stom befanden sich in maltesischen Sammlungen, was darauf hinweist, dass Stom Mäzene auf Malta hatte. Es ist nicht bekannt, ob er auf Malta gearbeitet hat. Die letzte Dokumentation für Stoms Aktivitäten auf Sizilien stammt aus dem Jahr 1649.  Danach, 1652, finden wir einen Hinweis auf ein großes Altarbild der Himmelfahrt der Jungfrau mit drei Heiligen für die Kirche Santa Maria de Lorino in der Stadt Chiuduno bei Bergamo in der Lombardei. Stom könnte dieses Altarbild aus Sizilien verschifft haben, aber es ist wahrscheinlicher, dass er in den letzten Jahren seines Lebens in Norditalien tätig war. Es gibt keine Aufzeichnungen über Stom nach 1652. Von einem Matteo Stom oder Matthias Stom dem Jüngeren ist bekannt, dass er im späten 17. Jahrhundert in Norditalien eine Reihe von Schlachtengemälden schuf. Er könnte der Sohn oder Enkel von Stom gewesen sein.
Es ist nicht bekannt, wann und wo er gestorben ist. Es könnte in Sizilien oder alternativ in Norditalien gewesen sein, in oder nach 1652.

## Werk
Stom verbrachte den größten Teil seines künstlerischen Lebens in Italien, wo er ca. 200 erhaltenen Werke schuf.  Seine Themen sind hauptsächlich Geschichten aus dem Neuen und Alten Testament, Heiligenbilder und in geringerem Maße Szenen aus der klassischen Geschichte, Mythologie und Genreszenen.

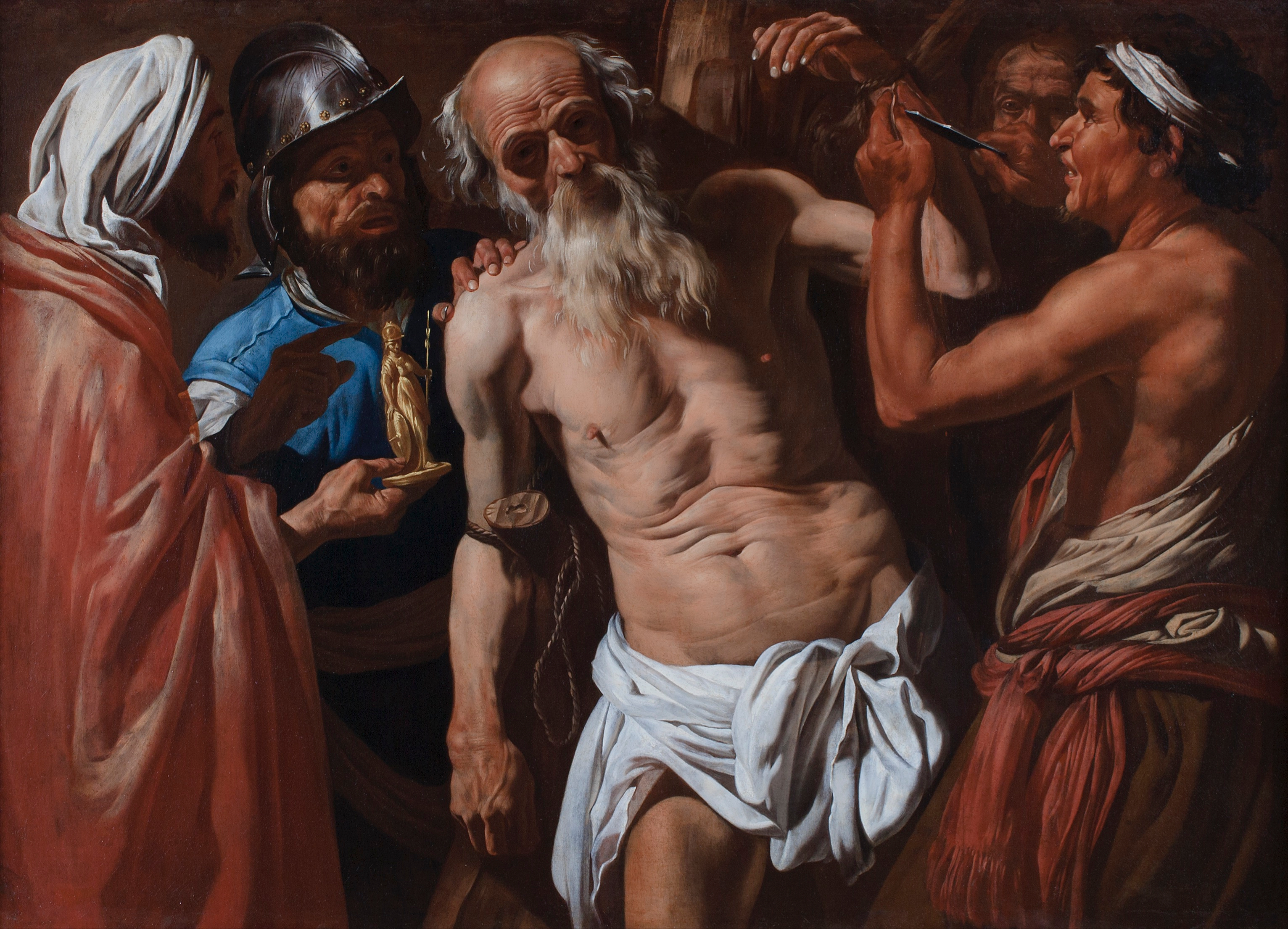
Das Martyrium des hl. Bartholomäus

Es wurde gesagt, dass Stoms Stil sehr wiedererkennbar ist und dass Zuschreibungen an ihn recht einfach sind. Sein Stil änderte sich im Laufe seiner Karriere nicht sehr und es ist möglich, dass sein Erfolg an den verschiedenen Orten, an denen er arbeitete, dadurch erklärt werden kann, dass er seinen eigenen Stil mitbrachte, der an jedem Ort, den er wählte, eine Neuheit war. Es gibt verschiedene offensichtliche Einflüsse auf seine Arbeit.  Der Einfluss der Utrechter Caravaggisten ist ganz offensichtlich, und insbesondere von Gerard van Honthorst.  Van Honthorst war in Italien als Gherardo della Notte oder Gherardo delle Notti (Gerard der Nacht(en)) für seine Kerzenlichtszenen bekannt.  Stoms Werke verwenden oft das Mittel einer abgedeckten Kerze oder einer anderen Lichtquelle, um dramatische Chiaroscuro-Effekte zu erzeugen.  Es gibt auch Einflüsse der Antwerpener Barockschule, insbesondere von den frühen Nachfolgern Caravaggios wie Rubens und Abraham Janssens.  Alle diese Künstler wurden während ihres Aufenthalts in Italien von dem italienischen Maler Caravaggio und seinen Anhängern beeinflusst und zeigten eine Vorliebe für Chiaroscuro-Effekte in ihren Werken.
Stom setzte in seinen Werken auch auf ein dramatisches Chiaroscuro, das oft durch eine einzige Lichtquelle wie eine Kerze erzeugt wird. Es dominieren die Farben Rot und Gelb.  Die Dramatik seiner Szenen wird durch die lebhafte Gestik und Mimik der Figuren unterstrichen. Typisch ist die Verwendung lebensgroßer, halbhoher Figuren, die aus nächster Nähe gezeigt werden, um den Betrachter in das Geschehen hineinzuziehen.  Im Gegensatz zu Caravaggio, der seine Figuren in Umgebungslicht und -schatten platziert, beleuchtet Stom seine Szenen meist mit dem nüchternen Schein einer Kerze oder einer anderen Lichtquelle, die in der Regel abgedeckt ist. Seine Köpfe sind außerordentlich lebendig und haben oft eine persönliche, sogar porträtähnliche Qualität. Die Haut der Figuren ist so gemalt, dass sie lehmartig wirkt. Die Ausdruckskraft wird durch die faltigen, zerfurchten Gesichtszüge, die in starkes Hell-Dunkel gehüllt sind, noch verstärkt. Die Werke vermitteln eine starke psychologische Intensität in den Figuren.